# Record de France de natation messieurs du 200 mètres nage libre
Le record de France de natation sportive messieurs pour l'épreuve du 200 mètres nage libre concerne les records obtenus par les athlètes dans cette épreuve en bassin de 50 et 25 mètres.

## Bassin de 50 mètres
| Temps           | Athlète           | Naissance | Âge | Club                            | Compétition                   | Lieu            | Date              |
| --------------- | ----------------- | --------- | --- | ------------------------------- | ----------------------------- | --------------- | ----------------- |
| 2 min 55 s 8    | Georges Rigal     |           |     | Libellule de Paris              |                               | Gare            | 18 août 1911      |
| 2 min 54 s 8    | Bonelli           |           |     | H. Monaco                       |                               | Juvisy          | 10 août 1913      |
| 2 min 49 s 0    | Bonelli           |           |     | H. Monaco                       |                               | Gare            | 13 septembre 1913 |
| 2 min 47 s 0    | M. Violas         |           |     | P.S.C.                          |                               | Gare            | 10 juin 1914      |
| 2 min 39 s 6    | Henri Padou       | 1898      | 23  | Enfants de Neptune de Tourcoing |                               | Tourcoing       | 30 juillet 1921   |
| 2 min 36 s 8    | Henri Padou       | 1898      | 24  | Enfants de Neptune de Tourcoing |                               | Tourcoing       | 17 décembre 1922  |
| 2 min 36 s 0    | Henri Padou       | 1898      | 25  | Enfants de Neptune de Tourcoing |                               | Sporting        | 5 mai 1923        |
| 2 min 33 s 2    | Henri Padou       | 1898      | 26  | Enfants de Neptune de Tourcoing |                               | Tourcoing       | 4 mars 1924       |
| 2 min 30 s 8    | Henri Padou       | 1898      | 26  | Enfants de Neptune de Tourcoing |                               | Tourcoing       | 30 novembre 1924  |
| 2 min 29 s 6    | Vandeplancke      |           |     | Enfants de Neptune de Tourcoing |                               | S.C.F.          | 14 janvier 1928   |
| 2 min 28 s 6    | Vandeplancke      |           |     | Enfants de Neptune de Tourcoing |                               | Tourcoing       | 4 mai 1928        |
| 2 min 28 s 2    | Vandeplancke      |           |     | Enfants de Neptune de Tourcoing |                               | Gare            | 27 mai 1928       |
| 2 min 25 s 4    | Vandeplancke      |           |     | Enfants de Neptune de Tourcoing |                               | Bruxelles       | 24 novembre 1928  |
| 2 min 21 s 2    | Jean Taris        | 1909      | 20  | SCUF                            |                               | Gare            | 27 janvier 1929   |
| 2 min 19 s 6    | Jean Taris        | 1909      | 20  | SCUF                            |                               | Champerret      | 16 mars 1929      |
| 2 min 17 s 4    | Jean Taris        | 1909      | 20  | SCUF                            |                               | Champerret      | 22 avril 1929     |
| 2 min 16 s 8    | Jean Taris        | 1909      | 20  | SCUF                            |                               | Tourcoing       | 28 avril 1929     |
| 2 min 14 s 4    | Jean Taris        | 1909      | 21  | SCUF                            |                               | Paris Tourelles | 9 juin 1930       |
| 2 min 12 s 2    | Jean Taris        | 1909      | 23  | FFNS                            |                               | Reims           | 24 avril 1932     |
| 2 min 09 s 8    | Alex Jany         | 1929      | 16  | Dauphins du TOEC                |                               | Marseille       | 15 septembre 1945 |
| 2 min 05 s 4 RM | Alex Jany         | 1929      | 17  | Dauphins du TOEC                |                               | Marseille       | 20 septembre 1946 |
| 2 min 08 s 3    | Jean Boiteux      | 1933      | 23  | JUS Oran                        |                               | Paris Vallerey  | 11 août 1956      |
| 2 min 07 s 9    | J-P Curtillet     |           |     | BS Alger                        |                               | Angoulême       | 17 août 1960      |
| 2 min 07 s 4    | J-P Curtillet     |           |     | BS Alger                        |                               | Rome            | 29 août 1960      |
| 2 min 06 s 9    | JG. Gropaiz       |           |     | Racing Club de France           |                               | Paris Vallerey  | 14 juillet 1962   |
| 2 min 05 s 2    | Alain Gottvallès  | 1942      | 20  | Racing Club de France           |                               | Paris Vallerey  | 22 juillet 1962   |
| 2 min 04 s 9    | JG. Gropaiz       |           |     | Racing Club de France           |                               | Paris Vallerey  | 25 juillet 1962   |
| 2 min 04 s 5    | JG. Gropaiz       |           |     | Racing Club de France           |                               | Bagnols         | 6 juillet 1963    |
| 2 min 04 s 4    | JG. Gropaiz       |           |     | Racing Club de France           |                               | Örebro          | 17 août 1963      |
| 2 min 04 s 0    | JG. Gropaiz       |           |     | Racing Club de France           |                               | Paris Vallerey  | 8 septembre 1963  |
| 2 min 03 s 6    | Alain Gottvallès  | 1942      | 22  | Racing Club de France           |                               | Paris Vallerey  | 11 juillet 1964   |
| 2 min 03 s 2    | J-P Curtillet     |           |     | SC Lyon                         |                               | Paris Vallerey  | 8 août 1964       |
| 2 min 02 s 4    | Robert Christophe |           |     | Cercle des nageurs de Marseille |                               | Budapest        | 12 septembre 1964 |
| 2 min 02 s 0    | Francis Luyce     |           |     | Dunkerque natation              |                               | San Remo        | 24 juillet 1965   |
| 2 min 01 s 7    | Francis Luyce     |           |     | Dunkerque natation              |                               | Paris Vallerey  | 31 juillet 1965   |
| 1 min 59 s 7    | Alain Mosconi     | 1949      | 17  | Cercle des nageurs de Marseille |                               | Marseille       | 30 juin 1966      |
| 1 min 59 s 1    | Alain Mosconi     | 1949      | 18  | Cercle des nageurs de Marseille |                               | Nouméa          | 2 mars 1967       |
| 1 min 58 s 8    | Michel Rousseau   | 1949      | 19  | ASPTT Paris                     |                               | Montreuil       | 6 avril 1968      |
| 1 min 58 s 0    | Michel Rousseau   | 1949      | 19  | ASPTT Paris                     |                               | Santa Clara     | 6 juillet 1968    |
| 1 min 57 s 0    | Michel Rousseau   | 1949      | 21  | ASPTT Paris                     |                               | Barcelone       | 9 septembre 1970  |
| 1 min 56 s 9    | Michel Rousseau   | 1949      | 23  | ASPTT Paris                     |                               | Vittel          | 14 juillet 1972   |
| 1 min 56 s 5    | Michel Rousseau   | 1949      | 24  | ASPTT Paris                     |                               | Berlin-Est      | 19 août 1973      |
| 1 min 55 s 01   | Michel Rousseau   | 1949      | 25  | R Nogent                        |                               | Bordeaux        | 22 mars 1974      |
| 1 min 54 s 61   | Michel Rousseau   | 1949      | 25  | R Nogent                        |                               | Paris Vallerey  | 8 août 1974       |
| 1 min 54 s 37   | Fabien Noël       | 1959      | 19  | Dunkerque natation              |                               | Laval           | 14 juillet 1978   |
| 1 min 54 s 06   | Pierre Andraca    |           |     | Cercle des nageurs d'Antibes    | Championnats du monde         | Berlin-Ouest    | 20 août 1978      |
| 1 min 53 s 14   | Pierre Andraca    |           |     | Racing Club de France           | Championnats de France        | Mulhouse        | 13 juillet 1979   |
| 1 min 52 s 73   | Fabien Noël       | 1959      | 21  | Dunkerque natation              | Jeux olympiques (rs)          | Moscou          | 23 juillet 1980   |
| 1 min 52 s 45   | Fabien Noël       | 1959      | 22  | FFN-CIF                         |                               | Split           | 7 septembre 1981  |
| 1 min 52 s 20   | Fabien Noël       | 1959      | 22  | FFN-CIF                         |                               | Split           | 7 septembre 1981  |
| 1 min 51 s 85   | Stéphan Caron     | 1966      | 18  | Vikings de Rouen                | Championnats de France (f)    | Strasbourg      | 15 mars 1984      |
| 1 min 50 s 99   | Stéphan Caron     | 1966      | 18  | Vikings de Rouen                | Jeux olympiques (r)           | Los Angeles     | 30 juillet 1984   |
| 1 min 50 s 20   | Stéphan Caron     | 1966      | 19  | Vikings de Rouen                | Championnats de France (f)    | Aix-en-Provence | 21 février 1985   |
| 1 min 49 s 78   | Stéphan Caron     | 1966      | 19  | Vikings de Rouen                | Universiade                   | Kōbe            | 25 août 1985      |
| 1 min 49 s 47   | Stéphan Caron     | 1966      | 21  | Vikings de Rouen                | Championnats de France        | Strasbourg      | 14 août 1987      |
| 1 min 49 s 19   | Stéphan Caron     | 1966      | 22  | Vikings de Rouen                | Championnats de France (tt)   | Dunkerque       | 4 août 1988       |
| 1 min 48 s 80   | Romain Barnier    | 1976      | 26  | Cercle des nageurs d'Antibes    | Championnats d'Europe (d)     | Berlin          | 1er août 2002     |
| 1 min 48 s 80   | Amaury Leveaux    | 1985      | 19  | Mulhouse Olympic Natation       | Championnats d'Europe (f)     | Madrid          | 14 mai 2004       |
| 1 min 48 s 57   | Amaury Leveaux    | 1985      | 19  | Mulhouse Olympic Natation       | Jeux olympiques (rf)          | Athènes         | 17 août 2004      |
| 1 min 48 s 15   | Amaury Leveaux    | 1985      | 20  | Mulhouse Olympic Natation       | Championnats de France (r)    | Nancy           | 13 avril 2005     |
| 1 min 48 s 10   | Amaury Leveaux    | 1985      | 21  | Mulhouse Olympic Natation       | Championnats de France (f)    | Tours           | 13 mai 2006       |
| 1 min 47 s 82   | Amaury Leveaux    | 1985      | 23  | Mulhouse Olympic Natation       | Championnats d'Europe (d)     | Eindhoven       | 19 mars 2008      |
| 1 min 46 s 99   | Amaury Leveaux    | 1985      | 23  | Mulhouse Olympic Natation       | Championnats d'Europe (f)     | Eindhoven       | 20 mars 2008      |
| 1 min 46 s 54   | Amaury Leveaux    | 1985      | 23  | Mulhouse Olympic Natation       | Championnats de France (f)    | Dunkerque       | 22 avril 2008     |
| 1 min 46 s 35   | Yannick Agnel     | 1992      | 18  | Olympic Nice Natation           | Championnats de France (d)    | Saint-Raphaël   | 17 avril 2010     |
| 1 min 46 s 30   | Yannick Agnel     | 1992      | 18  | Olympic Nice Natation           | Open de Paris de natation (f) | Paris           | 27 juin 2010      |
| 1 min 45 s 83   | Yannick Agnel     | 1992      | 18  | Olympic Nice Natation           | Championnats d'Europe (rf)    | Budapest        | 14 août 2010      |
| 1 min 45 s 47   | Yannick Agnel     | 1992      | 19  | Olympic Nice Natation           | Championnats de France (f)    | Strasbourg      | 26 mars 2011      |
| 1 min 44 s 99   | Yannick Agnel     | 1992      | 19  | Olympic Nice Natation           | Championnats du Monde (f)     | Shanghai        | 26 juillet 2011   |
| 1 min 44 s 42   | Yannick Agnel     | 1992      | 20  | Olympic Nice Natation           | Championnats de France (f)    | Dunkerque       | 20 mars 2012      |
| 1 min 43 s 14   | Yannick Agnel     | 1992      | 20  | Olympic Nice Natation           | Jeux olympiques (f)           | Londres         | 30 juillet 2012   |

## Bassin de 25 mètres
| Temps         | Athlète        | Naissance | Âge | Club                            | Compétition                | Lieu                 | Date             |
| ------------- | -------------- | --------- | --- | ------------------------------- | -------------------------- | -------------------- | ---------------- |
| 1 min 49 s 77 | Stéphan Caron  | 1966      | 18  | Vikings de Rouen                | Championnats interclubs    | Boulogne-Billancourt | 29 janvier 1984  |
| -----         |                |           |     |                                 |                            |                      |                  |
| 1 min 45 s 23 | Stéphan Caron  | 1966      | 22  | Vikings de Rouen                | Festival Arena             | Bonn                 | 14 février 1988  |
| 1 min 43 s 90 | Amaury Leveaux | 1985      | 20  | Mulhouse Olympic Natation       | Championnats d'Europe (s)  | Trieste              | 11 décembre 2005 |
| 1 min 43 s 86 | Fabien Gilot   | 1984      | 22  | Cercle des nageurs de Marseille | Championnats de France     | Istres               | 2 décembre 2006  |
| 1 min 43 s 58 | Fabien Gilot   | 1984      | 23  | Cercle des nageurs de Marseille | Championnats interclubs    | Istres               | 23 décembre 2007 |
| 1 min 43 s 40 | Alain Bernard  | 1983      | 25  | Cercle des nageurs d'Antibes    | Championnats de France     | Angers               | 6 décembre 2008  |
| 1 min 43 s 18 | Yannick Agnel  | 1992      | 18  | Olympic Nice Natation           | Coupe du monde (f)         | Stockholm            | 7 novembre 2010  |
| 1 min 41 s 96 | Yannick Agnel  | 1992      | 18  | Olympic Nice Natation           | Championnats de France (f) | Chartres             | 4 décembre 2010  |
| 1 min 41 s 95 | Yannick Agnel  | 1992      | 18  | Olympic Nice Natation           | Championnats du monde (rf) | Dubaï                | 16 décembre 2010 |
| 1 min 39 s 70 | Yannick Agnel  | 1992      | 20  | Olympic Nice Natation           | Championnats de France (f) | Angers               | 18 novembre 2012 |